# 劉昌言 (光緒進士)
劉昌言（?—?），湖北省武昌府江夏縣人，清朝官员、進士出身。
光緒二十年（1894年），参加光緒甲午科殿試，登進士二甲70名。同年五月，授内阁中书。